# Luis Chico Goerne
Luis Chico Goerne (* 1892 in Guanajuato; † 1960) war ein mexikanischer Jurist und Rektor der Universidad Nacional Autónoma de México (UNAM).

## Leben
Chico absolvierte das Studium der Rechtswissenschaft an der Universidad de Guanajuato und graduierte 1915, bevor er nach Mexiko-Stadt zog, um dort an der Escuela Libre de Derecho und bis 1923 an der Escuela Nacional de Jurisprudencia, aus der später die Fakultät für Rechtswissenschaften der UNAM hervorging, weiterzustudieren. Im August 1929 wurde er Direktor dieser Fakultät an der UNAM, die soeben ihren Autonomitätsstatus erhalten hatte. Am 24. September 1935 wurde er Rektor der UNAM. Während seiner Rektorenzeit wurde an der UNAM die Escuela Nacional de Economía gegründet und erstmals sendete der Universitätssender „Radio UNAM“. Am 9. Juni 1938 wurde das Amt an seinen Nachfolger übergeben.
Chico veröffentlichte mehrere Werke zu den Themenbereichen Gesetzgebung und Soziologie. Als Rechtswissenschaftler war er wesentlich an den Fassungen des mexikanischen Strafgesetzbuchs von 1929 und 1931 beteiligt.